# 1936 en Alberta
Chronologie de l'Alberta
- 1932
- 1933
- 1934
- 1935
- 1936
- 1937
- 1938
- 1939
- 1940

Cette page concerne des événements qui se sont produits durant l'année 1936 dans la province canadienne de l'Alberta.

## Politique

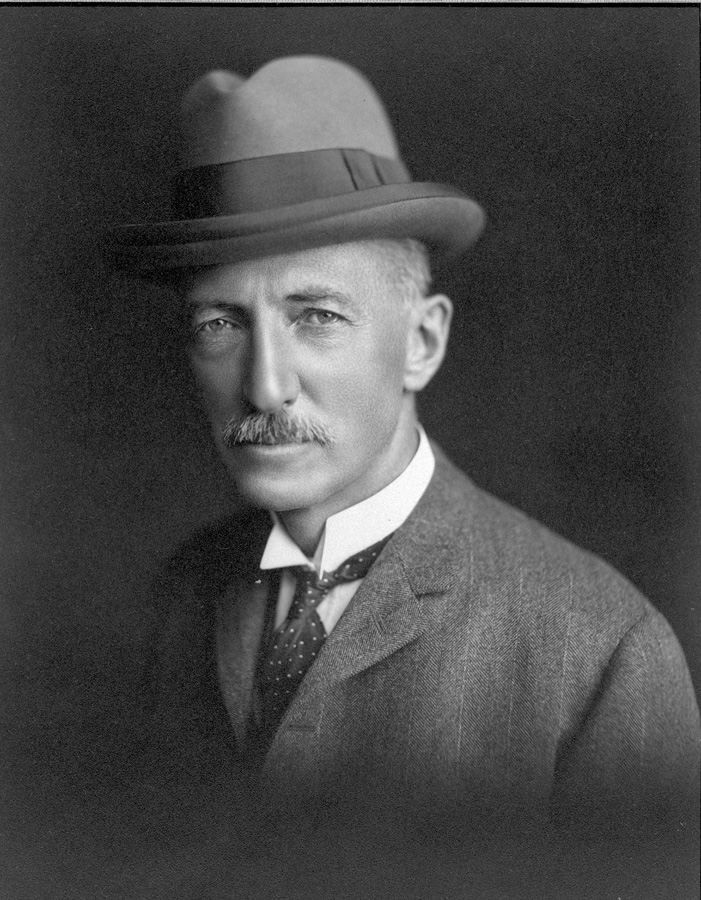
Philip Carteret Hill Primrose

- Premier ministre : William Aberhart du Crédit social
- Chef de l'Opposition :
- Lieutenant-gouverneur : William Legh Walsh puis Philip Carteret Hill Primrose
- Législature :

## Naissances
- 26 janvier : William Ronald McNeill, dit Billy McNeill, (né  à Edmonton  — mort le 31 août 2007 à Surrey, dans la province de la Colombie-Britannique au Canada) , joueur professionnel canadien de hockey sur glace qui évoluait au poste de centre.

- 17 décembre : Thomas Benjamin Banks, dit Tommy Banks, né à Calgary et mort le 25 janvier 2018 en Alberta[1],  pianiste, chef d'orchestre, arrangeur, compositeur, personnalité de la télévision et sénateur canadien.